# NGC 3201
NGC 3201 је збијено звездано јато у сазвежђу Једра које се налази на NGC листи објеката дубоког неба.
Деклинација објекта је - 46° 24' 38" а ректасцензија 10h 17m 36,8s. Привидна величина (магнитуда) објекта NGC 3201 износи 6,9. NGC 3201 је још познат и под ознакама GCL 15, ESO 263-SC26.